# Hjerm Herred
Hjerm Herred var et herred i Ringkøbing Amt. I middelalderen hørte det under Hardsyssel. Senere var det en del af Lundenæs Len og fra 1660 Lundenæs Amt der i 1671 blev forenet med Bøvling Amt, indtil det i 1794 kom under det da oprettede Ringkøbing Amt.
I herredet ligger købstæderne Holstebro og Struer samt følgende sogne:
- Asp Sogn
- Borbjerg Sogn
- Bur Sogn
- Fousing Sogn
- Gimsing Sogn
- Gørding Sogn
- Handbjerg Sogn
- Hjerm Sogn
- Holstebro Sogn
- Mejrup Sogn
- Måbjerg Sogn
- Naur Sogn
- Nørrelands Sogn (Ej vist på kort)
- Sir Sogn
- Struer Sogn
- Vejrum Sogn
- Vemb Sogn
- Ølby Sogn